# Combinada nòrdica als Jocs Olímpics d'hivern de 2010 - Equips
Als Jocs Olímpics d'Hivern de 2010 celebrats a la ciutat de Vancouver (Canadà) es disputà una prova per equips de combinada nòrdica en categoria masculina sobre una distància de 5 quilòmetres d'esquí de fons, realitzada per quatre relleus, i un salt amb esquís des d'un trampolí de 120 metres.
La prova es disputà el dia 23 de febrer de 2010 a les instal·lacions esportives del Whistler Olympic Park. Hi participaren un total de 40 esquiadors de 10 comitès nacionals diferents.

## Resum de medalles
| Or                                                                      | Argent                                                                    | Bronze                                                                    |
| ÀustriaBernhard Gruber · Felix Gottwald · Mario Stecher · David Kreiner | Estats UnitsBrett Camerota · Todd Lodwick · Johnny Spillane · Bill Demong | AlemanyaJohannes Rydzek · Tino Edelmann · Eric Frenzel · Björn Kircheisen |

## Resultats

### Salt amb esquís
| Pos. | Dorsal | CON                                                                              | Distància (m)           | Pts                           | Penalització |
| ---- | ------ | -------------------------------------------------------------------------------- | ----------------------- | ----------------------------- | ------------ |
| 1    | 5      | FinlàndiaJanne Ryynänen · Jaakko Tallus · Hannu Manninen · Anssi Koivuranta      | 138.5 129.5 130.0 136.0 | 507.0 134.2 120.3 120.5 132.0 | 0:00         |
| 2    | 6      | Estats UnitsBrett Camerota · Todd Lodwick · Bill Demong · Johnny Spillane        | 133.5 136.5 131.5 134.0 | 505.8 122.3 132.2 123.8 127.5 | 0:02         |
| 3    | 10     | ÀustriaMario Stecher · David Kreiner · Bernhard Gruber · Felix Gottwald          | 130.5 126.5 136.0 125.0 | 479.9 121.7 114.7 131.0 112.5 | 0:36         |
| 4    | 2      | JapóDaito Takahashi · Akito Watabe · Norihito Kobayashi · Taihei Kato            | 136.5 125.0 124.0 132.5 | 475.9 132.2 112.0 110.0 121.7 | 0:41         |
| 5    | 8      | FrançaFrançois Braud · Sébastien Lacroix · Maxime Laheurte · Jason Lamy-Chappuis | 128.5 123.5 128.5 135.0 | 474.7 117.7 110.3 117.7 129.0 | 0:43         |
| 6    | 9      | AlemanyaTino Edelmann · Johannes Rydzek · Björn Kircheisen · Eric Frenzel        | 123.0 129.0 132.0 129.5 | 473.3 109.0 119.0 124.5 120.8 | 0:45         |
| 7    | 7      | NoruegaEspen Rian · Jan Schmid · Magnus Moan · Petter L. Tande                   | 128.0 121.5 131.5       | 468.4 117.0 105.8 122.8       | 0:51         |
| 8    | 4      | TxèquiaAleš Vodseďálek · Miroslav Dvořák · Tomáš Slavík · Pavel Churavý          | 123.0 124.0 125.5 132.0 | 457.3 109.0 110.5 113.3 124.5 | 1:06         |
| 9    | 1      | SuïssaTim Hug · Seppi Hurschler · Tommy Schmid · Ronny Heer                      | 123.5 121.0 131.5 117.0 | 436.6 110.3 105.0 122.8 98.5  | 1:34         |
| 10   | 3      | ItàliaLukas Runggaldier · Armin Bauer · Giuseppe Michielli · Alessandro Pittin   | 126.5 114.0 112.5 122.5 | 402.6 113.7 92.0 89.7 107.2   | 2:19         |

### Esquí de fons
| Pos. | Dorsal | CON                                                                                 | Penalització | Temps                                   | Rànquing | Dif.    |
| ---- | ------ | ----------------------------------------------------------------------------------- | ------------ | --------------------------------------- | -------- | ------- |
| 1    | 3      | Àustria · Bernhard Gruber · David Kreiner · Felix Gottwald · Mario Stecher          | 0:36         | 48:55.6 11:57.7 11:49.0 12:04.3 13:04.6 | 1        | 0.0     |
| 2    | 2      | Estats Units · Brett Camerota · Todd Lodwick · Johnny Spillane · Bill Demong        | 0:02         | 49:34.8 12:28.0 11:52.3 12:18.8 12:55.7 | 4        | +5.2    |
| 3    | 6      | Alemanya · Johannes Rydzek · Tino Edelmann · Eric Frenzel · Björn Kircheisen        | 0:45         | 49:06.1 11:56.2 11:58.0 12:13.6 12:58.3 | 2        | +19.5   |
| 4    | 5      | França · Maxime Laheurte · François Braud · Sébastien Lacroix · Jason Lamy-Chappuis | 0:43         | 49:28.4 11:53.3 12:02.3 12:34.7 12:58.1 | 3        | +39.8   |
| 5    | 7      | Noruega · Jan Schmid · Espen Rian · Petter L. Tande · Magnus Moan                   | 0:51         | 49:34.9 11:51.4 12:13.5 12:32.9 12:57.1 | 5        | +54.3   |
| 6    | 4      | Japó · Taihei Kato · Daito Takahashi · Akito Watabe · Norihito Kobayashi            | 0:41         | 50:04.8 12:01.8 12:07.3 12:38.3 13:17.4 | 6        | +1:14.2 |
| 7    | 1      | Finlàndia · Janne Ryynänen · Jaakko Tallus · Anssi Koivuranta · Hannu Manninen      | 0:00         | 51:53.1 12:32.6 12:46.8 13:12.9 13:20.8 | 8        | +2:21.5 |
| 8    | 8      | Txèquia · Aleš Vodseďálek · Miroslav Dvořák · Tomáš Slavík · Pavel Churavý          | 1:06         | 51:44.2 12:51.5 12:10.8 13:08.1 13:33.8 | 7        | +3:18.6 |
| 9    | 9      | Suïssa · Seppi Hurschler · Tim Hug · Tommy Schmid · Ronny Heer                      | 1:34         | 52:15.8 12:02.2 12:31.7 13:38.8 14:03.1 | 10       | +4:18.2 |
| 10   | 10     | Itàlia · Alessandro Pittin · Giuseppe Michielli · Lukas Runggaldier · Armin Bauer   | 2:19         | 51:55.5 12:07.8 12:20.2 13:27.5 14:00.0 | 9        | +4:42.9 |